# Alfonso De Lucia
Alfonso De Lucia (* 12. November 1983 in Nola, NA) ist ein ehemaliger italienischer Fußballspieler.

## Karriere
Alfonso De Lucia spielte zu Beginn seiner Profikarriere 2001 sechs Jahre lange bei der AC Parma (ab 2004 FC Parma), mit einer Unterbrechung in der Saison 2003/04, wo er bei Salernitana Calcio spielte. De Lucia war in Parma der dritte, später der zweite, Keeper hinter Luca Bucci. Zur Saison 2007/08 folgte der Wechsel zur AS Livorno im Tausch mit Stefano Morrone. Sein erstes Spiel für Livorno bestritt er am zweiten Spieltag gegen die US Palermo (2:4), da der Stammtorhüter Marco Amelia, obwohl er spielfähig war, aufgrund der Wechselstreitigkeiten nicht eingesetzt wurde. Stammkeeper wurde er erst eine Saison später, als Amelia Livorno Richtung Palermo verließ.